# Kellosaari (ö i Norra Österbotten, Brahestad)
Kellosaari är en ö i Finland. Den ligger i sjön Kipsuanjärvi och i kommunen Siikajoki i den ekonomiska regionen  Brahestads ekonomiska region  och landskapet Norra Österbotten, i den centrala delen av landet, 500 km norr om huvudstaden Helsingfors. Öns area är 0,3 hektar och dess största längd är 80 meter i sydöst-nordvästlig riktning.